# Milan Chalupa
Milan Chalupa (* 4. července 1953, Oudoleň, Československo) je český hokejový trenér a bývalý hokejový obránce. V roce 2010 byl uveden do Síně slávy českého hokeje.

## Klubový hokej
S hokejem začínal v Havlíčkově Brodě, kde hrával v letech 1966–1972 za Jiskru. Sezónu 1972/1973 odehrál za Duklu Liberec. Od roku 1973 působil v Dukle Jihlava. V roce 1984 byl v draftu NHL vybrán týmem Detroit Red Wings, ve kterém také v následující sezóně odehrál 14 zápasů. Jeden zápas odehrál i v týmu Adirondack Red Wings z AHL. Po jedné sezóně strávené v Severní Americe se vrátil zpět do Evropy, kde nastoupil do německého EHC Freiburg. Poslední sezónu 1993/94 odehrál v extraligovém týmu HC Dukla Jihlava.
Po trenérských štacích v české extralize (mj. Pardubice, Znojmo) a první lize (Třebíč, Havlíčkův Brod, Dukla Jihlava) se věnoval dorostu a juniorům (Jihlava, Havlíčkův Brod). Od léta 2014 působí ve funkci šéftrenéra mládeže v programu ČSLH "Trenér do malých klubů" v HC Ledeč nad Sázavou, kde do začátku sezony 2015-16 trénoval tamní A-mužstvo. Od října 2015 se mládeži věnuje na plno. U mužů působil nejprve jako konzultant, po rozpuštění jejich týmu se zaměřil výhradně na výchovu dětí v přípravce.

## Reprezentace
Milan Chalupa se zúčastnil sedmi mistrovství světa (1976, 1977, 1978, 1979, 1981, 1982 a 1983), třech olympijských turnajů (1976, 1980 a 1984) a dvou Kanadských pohárů (1976 a 1981). Celkově odehrál za československou reprezentaci 202 zápasů a vstřelil 23 gólů. V letech 1976 a 1977 se stal mistrem světa, ze ZOH 1976 a 1984 si přivezl stříbrné medaile.

### Statistiky reprezentace
| Turnaj             | Místo konání                                     | Z  | G | A | B  | Umístění            | Soupisky          |
| ------------------ | ------------------------------------------------ | -- | - | - | -- | ------------------- | ----------------- |
| KP 1976            | Severní Amerika                                  | 7  | 1 | 1 | 2  | prohra ve finále    | Soupiska KP 1976  |
| MS 1976            | Polsko (Katovice)                                | 7  | 1 | 4 | 5  | Zlatá medaile       | Soupiska MS 1976  |
| ZOH 1976           | Rakousko (Innsbruck)                             | 6  | 0 | 1 | 1  | Stříbrná medaile    | Soupiska ZOH 1976 |
| MS 1977            | Rakousko (Vídeň)                                 | 10 | 0 | 0 | 0  | Zlatá medaile       | Soupiska MS 1977  |
| MS 1978            | Československo (Praha)                           | 3  | 1 | 0 | 1  | Stříbrná medaile    | Soupiska MS 1978  |
| MS 1979            | Sovětský svaz (Moskva)                           | 8  | 1 | 2 | 3  | Stříbrná medaile    | Soupiska MS 1979  |
| ZOH 1980           | USA (Lake Placid)                                | 6  | 0 | 3 | 3  | 5. místo            | Soupiska ZOH 1980 |
| MS 1981            | Švédsko (Stockholm a Göteborg)                   | 5  | 0 | 1 | 1  | Bronzová medaile    | Soupiska MS 1981  |
| KP 1981            | Severní Amerika                                  | 6  | 0 | 2 | 2  | prohra v semifinále | Soupiska KP 1981  |
| MS 1982            | Finsko (Tampere a Helsinky)                      | 10 | 0 | 1 | 1  | Stříbrná medaile    | Soupiska MS 1982  |
| MS 1983            | Západní Německo (Mnichov, Dortmund a Düsseldorf) | 8  | 2 | 1 | 3  | Stříbrná medaile    | Soupiska MS 1983  |
| ZOH 1984           | Jugoslávie (Sarajevo)                            | 7  | 1 | 0 | 1  | Stříbrná medaile    | Soupiska ZOH 1984 |
| Celkem na MS (7x)  |                                                  | 51 | 5 | 9 | 14 |                     |                   |
| Celkem na ZOH (3x) |                                                  | 19 | 1 | 4 | 5  |                     |                   |